# The Adventures of Ruth
The Adventures of Ruth è un serial muto del 1919 diretto da George Marshall e da Ruth Roland. L'attrice, conosciuta come Queen of the Thriller Serials, scrisse (non accreditata) la sceneggiatura tratta da un soggetto di Gilson Willets e produsse il serial che venne distribuito in quindici episodi di due rulli ciascuno, per una lunghezza complessiva di trenta bobine pari a 9.000 metri.

## Trama
La figlia del milionario Ruth Robin frequenta un seminario per ragazze e suo padre Daniel vive nella paura che una banda criminale di nome I terribili Tredici lo possano ucciderlo, ma viene ucciso ma prima di aver consegnato alla figlia delle tredici chiavi da consegnare a tredici sconosciuti.

## Produzione
Il film fu prodotto dalla Ruth Roland Serials.

## Distribuzione
Distribuito dalla Pathé Exchange, uscì nelle sale cinematografiche degli Stati Uniti dal 28 dicembre 1919 con cadenza settimanale fino al 4 aprile 1920.
Non si conoscono copie ancora esistenti della pellicola che viene considerata presumibilmente perduta.

### Episodi
1. The Wrong Countess - 28 dicembre 1919
2. The Celestial Maiden - 4 gennaio 1920
3. The Bewitching Spy - 11 gennaio 1920
4. The Stolen Picture - 18 gennaio 1920
5. The Bank Robbery - 25 gennaio 1920
6. The Border Fury - 1 febbraio 1920
7. The Substitute Messenger - 8 febbraio 1920
8. The Harem Model - 15 febbraio 1920
9. The Cellar Gangsters - 22 febbraio 1920
10. The Forged Check - 29 febbraio 1920
11. The Trap - 7 marzo 1920
12. The Vault of Terror - 14 marzo 1920
13. Within Hollow Walls - 21 marzo 1920
14. The Fighting Chance - 28 marzo 1920
15. The Key to Victory - 4 aprile 1920